# Rezervația peisagistică Stanii Clițului
Stanii Clițului alcătuiesc o arie protejată de interes național ce corespunde categoriei a IV-a IUCN (rezervație naturală de tip peisagistic), situată în județul Sălaj, pe teritoriul administrativ al comunei Băbeni.

## Localizare
Rezervația naturală se află în partea nordică a județului Sălaj și cea sud-vestică a satului Cliț (pe aria cuprinsă între pâraiele Valea Clițului și Ruginoasa, în abruptul malului stâng al Someșului), în imediata apropiere a drumului județean (DJ109E) ce străbate localitatea.
Spațiul aparține părții nord-vestice a dealurilor Gârbou-Șimișna, parte integrantă a Podișului Someșan.
Din punct de vedere geologic, dealul „Stanii Clițului” prezintă un perete stâncos (stane), constituit din rocă sedimentară alcătuită din gresii (atribuite oligocenului superior), cu intercalații de argile roșii și inserții de cărbune brun.

## Descriere
Rezervația peisagistică Stanii Clițului a fost declarată arie protejată prin Legea Nr.5 din 6 martie 2000 (privind aprobarea Planului de amenajare a teritoriului național - Secțiunea a III-a - zone protejate) și se întinde pe o suprafață de 16 hectare..
Aria naturală încadrată în bioregiunea continentală a Podișului Someșan, reprezintă un abrupt stâncos, acoperit în partea superioară cu vegetație de arbori și arbusti, ce adăpostește în culmi o viguroasă populație de plante cu flori, din specia Calluna vulgaris (iarbă neagră).

## Floră
Flora rezervației are în componență o gamă diversă de arbori, arbusti, ierburi și flori cu specii corespunzătoare Văii Someșului și nordului Dealurilor de Vest.

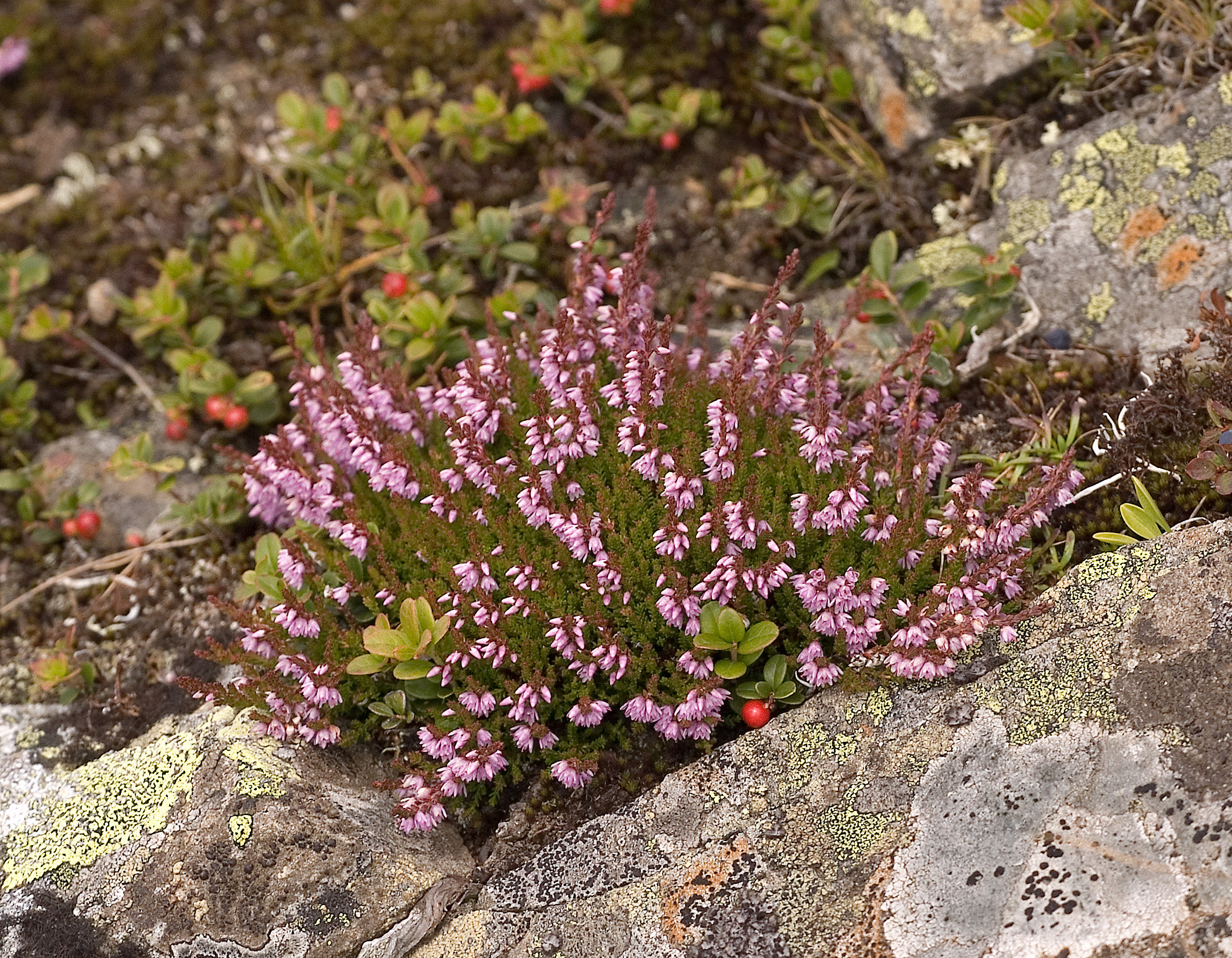
Iarbă neagră (Calluna vulgaris)

Specii arboricole: gorun (Quercus petraea), carpen (Carpinus betulus), mesteacăn (din specia Betula verrucosa), tei pucios (Tilia cordata), plop tremurător  (Populus tremula), scoruș (Sorbus aucuparia, alun (Corylus avellana), crușin (Rhamnus frangula L.), merișor (Vaccinum vitis idaea), lemnul bobului (Cytisus nigricans), afin (Vaccinium myrtillus L.).
La nivelul ierburilor sunt întâlnite elemente floristice din speciile: , drob (Cytisus albus), iarbă neagră (Calluna vulgaris), pătrunjel de câmp (Paucedanum oreoselinum), plămânărică (Pulmonaria officinalis), vinariță (Asperula odorata), sânișoară (Sanicula europaea), păștiță (Anemone nemerosa), frag (Fragaria vesca), brebenei (Corydalis solida), ciclamen (Cyclamen purpurascens), rostopască (Chelidonium majus), talpa gâștii (Leonurus cardiaca), tătăneasă (Symphytum officinale), traista-ciobanului (Capsella bursa-pastoris), țintaură (Centaurium umbellatum), viorele (Scilla bifolia) sau măcrișul iepurelui (Oxalis acetosella). 

## Monumente și atracții turistice
În vecinătatea rezervației naturale se află câteva obiective de interes istoric, cultural și turistic; astfel:

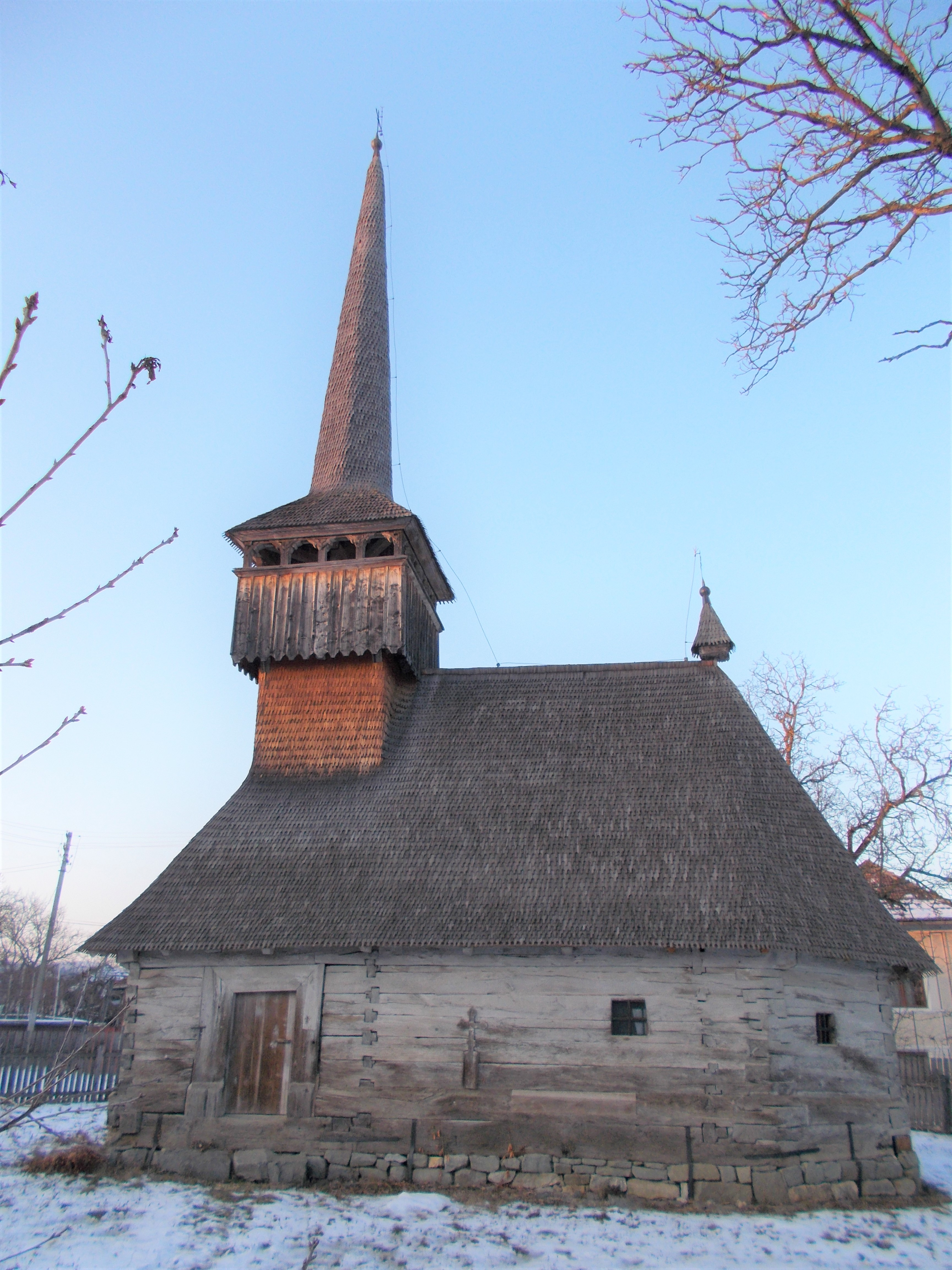
Biserica „Sf. Maria” din Letca

- Biserica de lemn „Sfinții Arhangheli Mihail și Gavriil” din Piroșa, clădire monument istoric ridicat în anul 1862 (cod LMI SJ-II-m-B-05094).
- Biserica de lemn „Sfinții Arhangheli Mihail și Gavriil” din satul Poienița, construcție 1863, monument istoric (cod LMI SJ-II-m-A-05097).
- Biserica de lemn din Cuciulat, construcție secolul al XIX-lea.
- Biserica de lemn „Sf. Arhangheli Mihail și Gavril” din Șoimușeni, construcție secolul al XVI-lea, monument istoric (cod LMI SJ-II-m-A-05131).
- Biserica de lemn din Toplița, construcție 1864, monument istoric (cod LMI SJ-II-m-A-05133).
- Biserica de lemn Sf. Maria din Letca, construcție secolul al XVIII-lea, monument istoric (cod LMI SJ-II-m-B-20251).
- Biserica de lemn „Adormirea Maicii Domnului” din Purcăreț, construcție secolul al XVI-lea, monument istoric (cod LMI SJ-II-m-B-05100).
- Situl arheologic "Malul Roșu" de la Ciocmani (așezări atribuite perioadelor: Epoca migrațiilor, Preistorie).
- Situl arheologic de la Cliț (așezare din perioada: Epoca bronzului, Cultura Suciu de Sus și turn roman din sec. II - III p. Chr.).

## Căi de acces
- Drumul național DN1H Jibou - Var - Surduc, înainte de a trece podul peste Someș, se urmează în dreapta drumul județean (DJ109E) spre Cliț.

## Galerie de imagini

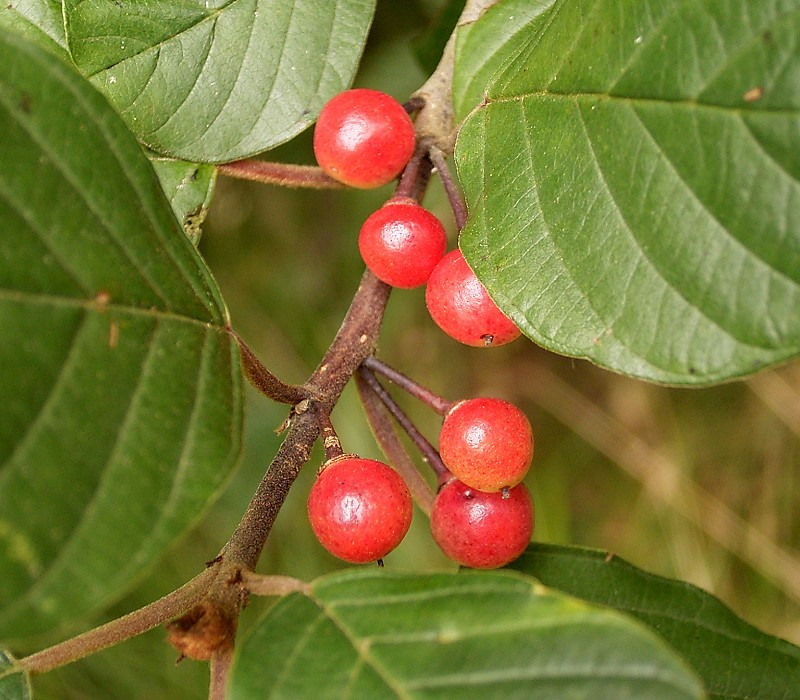
Crușin (Rhamnus frangula)
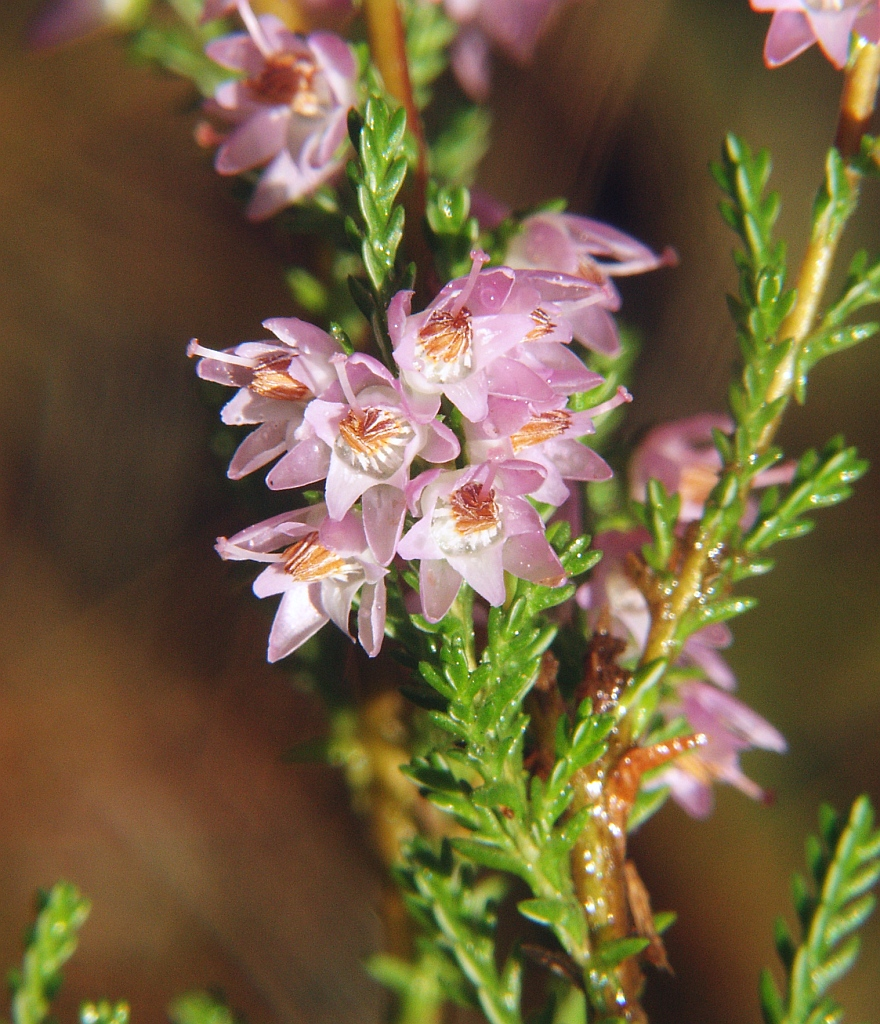
Iarbă neagră (Calluna vulgaris)
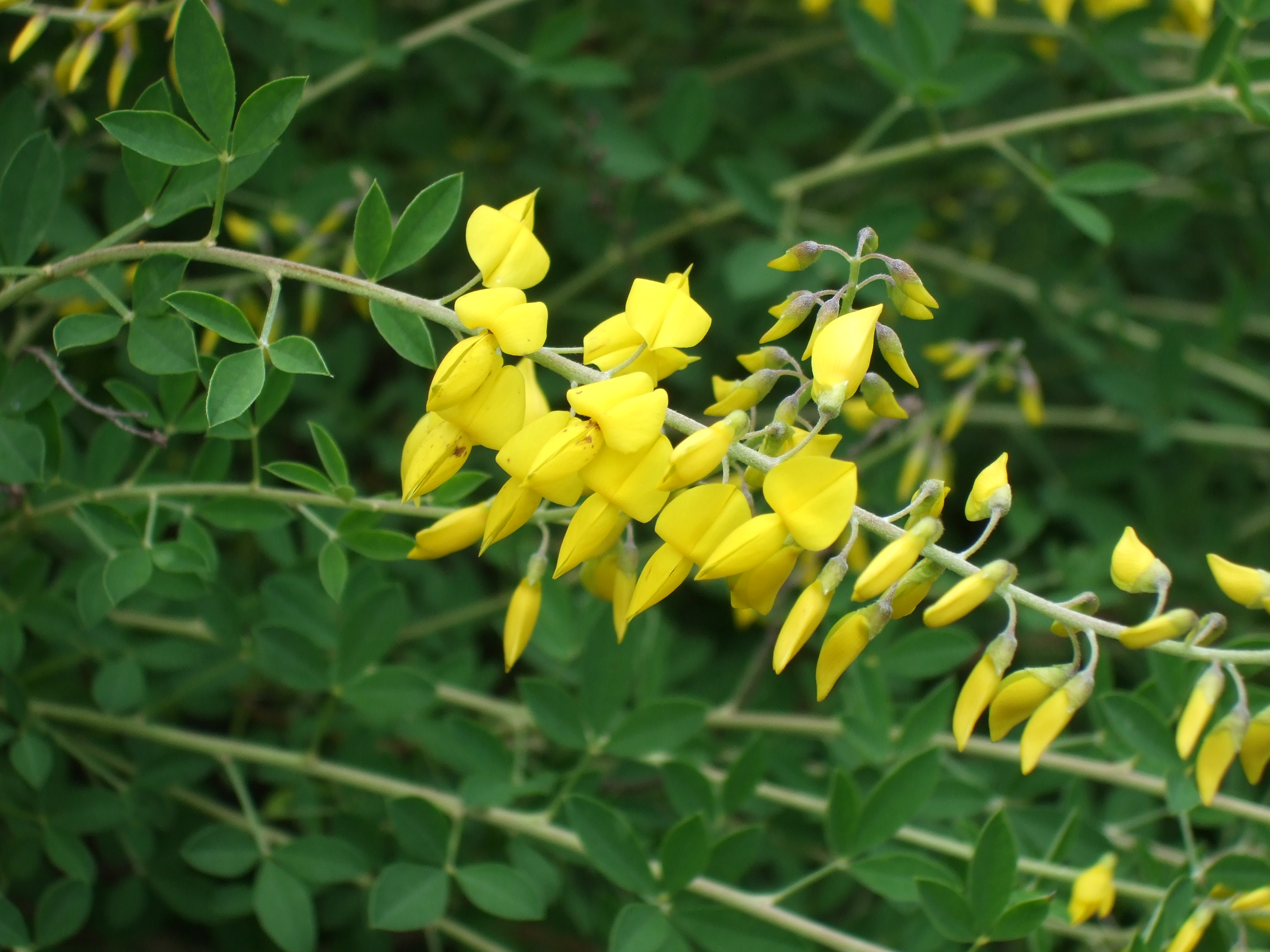
Lemnul bobului (Cytisus nigricans)